# Observatório Meteorológico de Caetité
O Observatório Meteorológico de Caetité é uma construção localizada no município baiano de Caetité em que funcionou por cerca de um século uma estação climática brasileira. É um bem tombado na esfera municipal como patrimônio arquitetônico, histórico e cultural da cidade.

## Histórico
A inauguração da estação foi feita apenas em 1908, apesar de haver feito parte do projeto do imperador Pedro II de dotar o país de uma rede capaz de monitorar o clima, no final do reinado.
Na cidade a escolha do local da construção foi justificada por sua altitude, ao lado de um precipício, bem como estar acima 90m do nível da praça central da cidade, havendo sido o terreno doado pela municipalidade à União. Sua construção foi autorizada quando era Ministro de Viação Miguel Calmon, sendo fiscalizada pelo inspetor dos telégrafos Maximo Geschsvind e tendo por auxiliar Bernardo Ohlsen, que foi o primeiro responsável pela estação, tendo ali mesmo sua morada.
Apesar de ter passado por alterações ao longo do tempo, bem como pela instalação de novos equipamentos para medição no terreno em volta do mesmo, a urbanização do lugar e o surgimento de novas tecnologias fizeram com que o governo federal fosse paulatinamente abandonando o lugar, a ponto de o mesmo ser ameaçado pelo descaso, apesar de sua importância para a história local, regional e até nacional.

## Descrição do edifício
Originalmente possuía uma torre com dois andares, depois reduzida a um, onde estavam os equipamentos de observação como catavento, barômetro, heliógrafo etc.; as dependências, entretanto, situam-se no andar térreo, com um cômodo na parte frontal que permaneceu sendo usado enquanto os demais eram mantidos sem qualquer uso.
Uma cozinha e sanitário foram adicionados ao prédio original, na parte posterior da construção. Em 2019 sua área construída ocupava 153,02 m².

## Tombamento municipal
Por meio do Decreto 133 de 23 de dezembro de 2020 o prefeito Aldo Gondim estabeleceu "o tombamento como bem material de relevante interesse histórico, arquitetônico e cultural no âmbito do município de Caetité/BA" do Observatório Meteorológico de Caetité. Apesar do decreto, este não assegurou o compromisso assumido pelo então prefeito, em maio de 2017, de realizar a restauração e manutenção do prédio histórico.